# 오에노 마사히라

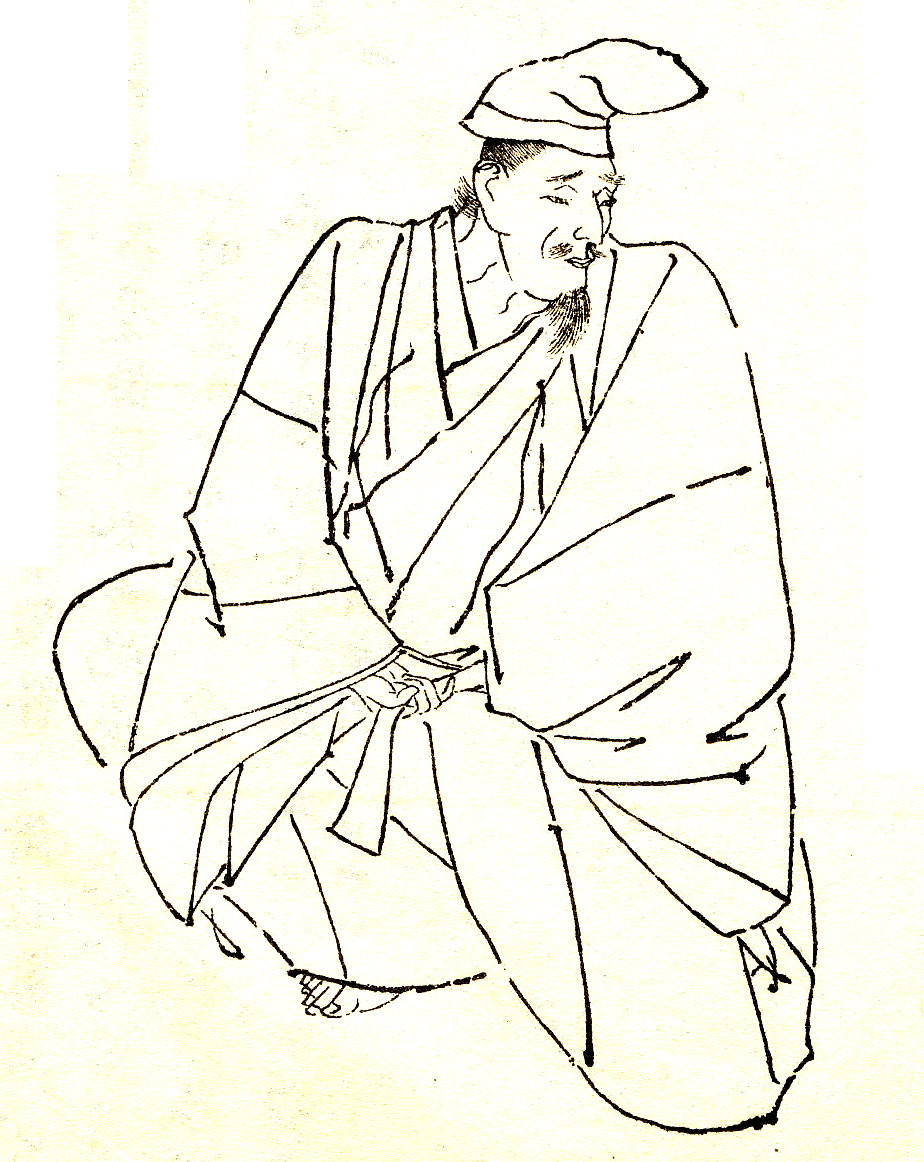
오에노 마사히라（『前賢故実』）

오에노 마사히라(일본어: 大江匡衡, 대강광형)는 일본 중고36가선 중 한명이다. 헤이안(平安) 중기의 유학자(儒學子)이자 가인(歌人)이었다. 아버지는 좌경대부(左京大夫)를 지낸 오에노 시게미쓰(大江重光|おおえの しげみつ, 대강중광)이다. 후에 백인일수, 여방36가선 중 한명인 아카조메에몬(赤染衛門|あかぞめえもん, 적염위문)과 혼인한다.
고호(康保|こうほう, 강보)3년 (966년)에 15세의 나이로 교육 기관인 대학료(大学寮)에 입학한다. 주로 기전도(紀伝道)를 배웠으며, 덴엔(天延|てんえん, 천연)원년 (973년)에 성시(省試)에 합격하여 문장생(文章生)이 된다. 또한 이 시기에 아버지 오에노 시게미쓰가 사망한다. 덴겐(天元|てんげん, 천원)2년 (979년)에 과거 시험 격인 대책(対策)에 합격하여 등용된다. 간나(寛和|かんな, 관화)원년 (985년)엔 피습을 당하여 왼손 손가락을 절단한다. 범인은 당시 대도(大盗) 후지와라노 야스스케(藤原保輔|ふじわらの やすすけ, 등원보보)이라고 한다. 상급 귀족인 공경(公卿)의 자리까지 오르길 원했으나 그러지 못하고 간코우(寛弘|かんこう, 관홍)9년 (1012년)에 숨을 거두었다.
고슈이와카슈(後拾遺和歌集, 후습유화가집)에 7수(首)와 더불어 그 이외 촉센와카슈(勅撰和歌集, 칙선화가집)에 총 12수가 정리 되어 있다.

## 참고 문헌
- 後藤昭雄 『大江匡衡』